# 橋口新一郎
橋口 新一郎（はしぐち しんいちろう、1972年11月19日 - ）は、日本の建築家。近畿大学大学院終了後、出江寛に師事。2000年橋口建築研究所を設立。日本の伝統的な技術や感性に着目し、次々と茶室を発表。国内外で高い評価を得ている。代表作に「織物の茶室｜霞庵」「姫嶋神社｜参集殿」著書に「にほんの あらたな てしごと」がある。グッドデザイン賞、DFAアジアデザイン賞（香港）、AACA賞優秀賞など多数受賞。近畿大学非常勤講師、ロンドン芸術大学招待芸術家。

## 概要
- 建築家出江寛の弟子。
- 学生時代、古谷誠章、小川晋一に師事。
- いつも赤いパンツを履いているので、“赤パン先生”と呼ばれている。

## 略歴
- 1972年     　大阪府生まれ
- 1991年     　帝塚山高等学校 卒業
- 1995年     　近畿大学工学部建築学科 卒業
- 1997年     　近畿大学大学院 修了（小川晋一研究室）
- 1997-2000年　出江寛建築事務所に在籍
- 2000年     　橋口建築研究所 設立
- 2001年     　奈良国立文化財研究所（世界遺産解説員・平城宮跡）
- 2011-2012年　近畿大学理工学部建築学科 非常勤講師
- 2013年-    　近畿大学建築学部建築学科 非常勤講師
- 2014年-    　株式会社橋口建築研究所設立
- 2016年-    　京都府立大学大学院 博士課程在籍
- 2017年     　ロンドン芸術大学 招待芸術家

## 主な受賞歴
- 2008年     　BEST STORE OF THE YEAR 16th　優秀賞
- 2009年     　BEST STORE OF THE YEAR 17th　優秀賞
- 2010年     　BEST STORE OF THE YEAR 18th　特別賞
  - 　           　　第23回 日経ニューオフィス賞　特別賞
- 2011年     　住まいのインテリアコーディネーションコンテスト　特別賞
- 2012年     　中小企業総合展ベストプレゼンテーション賞　審査員特別賞
  - 　           　　JCDデザインアワード  入賞
  - 　           　　GOOD DESIGN AWARD 2012 グッドデザイン賞
  - 　           　　JCD DESIGNERS ACCESS 2012 ベストデザイナーズ表彰　準グランプリ
- 2013年     　DFA アジアデザイン賞（Design For Asia Award 2013｜香港）　Merit賞
- 2014年     　JID賞ビエンナーレ2014　入選
- 2015年     　DFA アジアデザイン賞（Design For Asia Award 2015｜香港）　Merit賞
- 2016年     　ARCASIA アジア建築賞 新人賞部門（2016 Architecture Asia Awards | マレーシア）　ファイナリスト
  - 　           　　DFA アジアデザイン賞（Design For Asia Award 2016｜香港）　Merit賞
  - 　           　　GOOD DESIGN AWARD 2016 グッドデザイン賞
  - 　           　　AACA賞（日本建築美術工芸協会）　優秀賞

## 主な作品

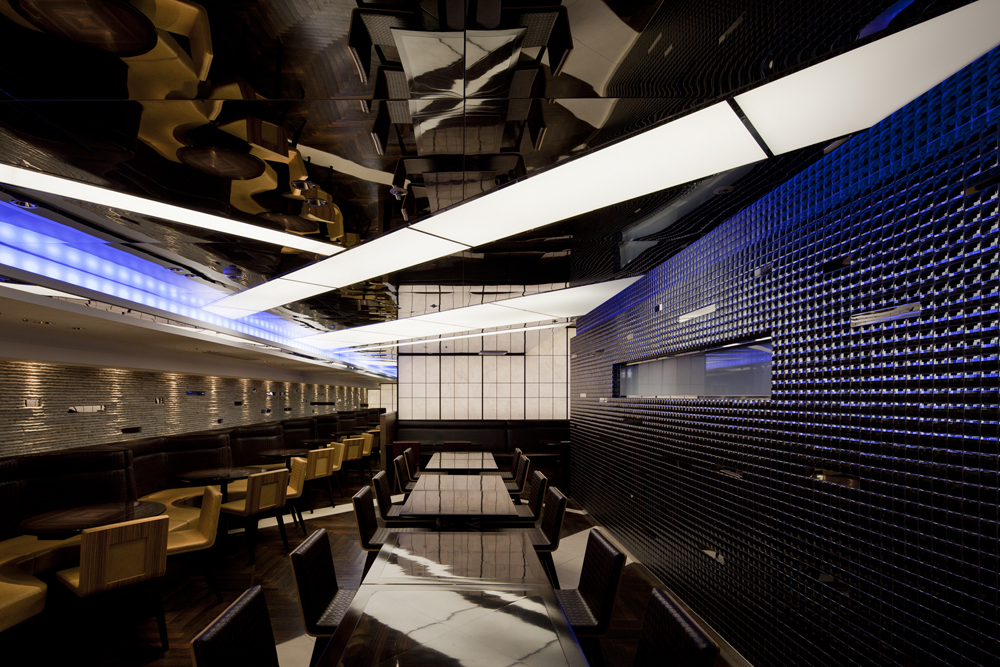
LaLa clesso

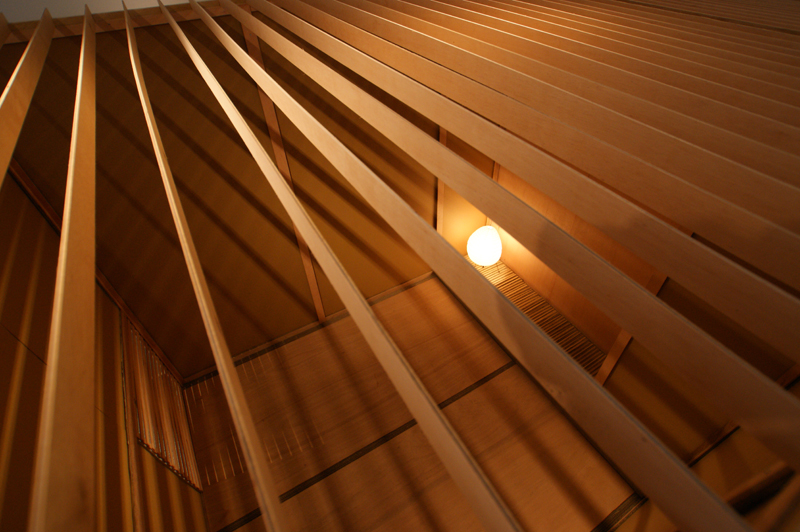
ボール紙とベニヤの茶室

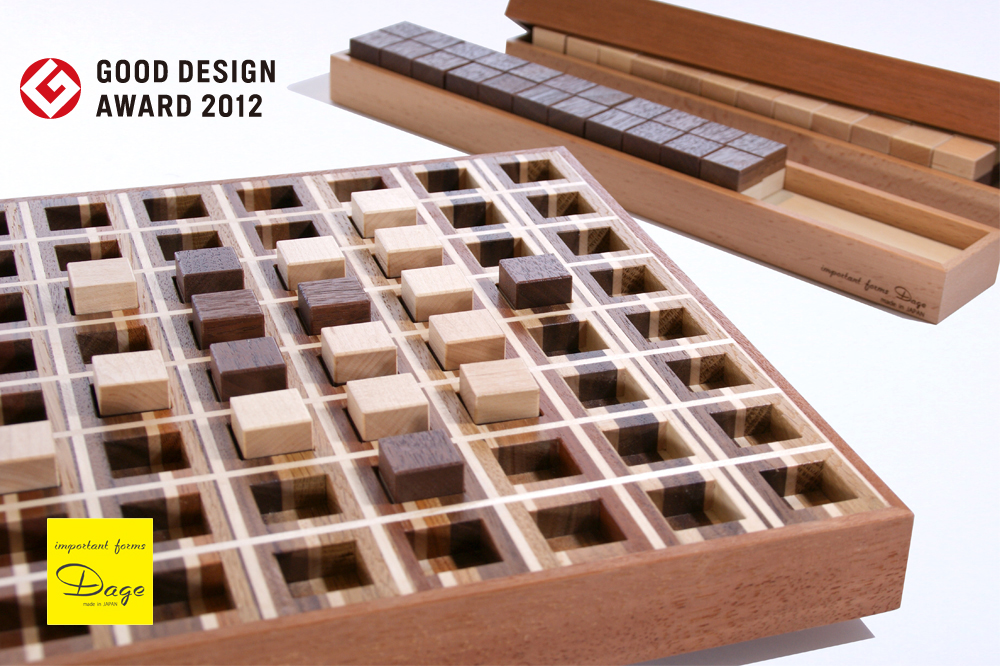
Dage｜reversi

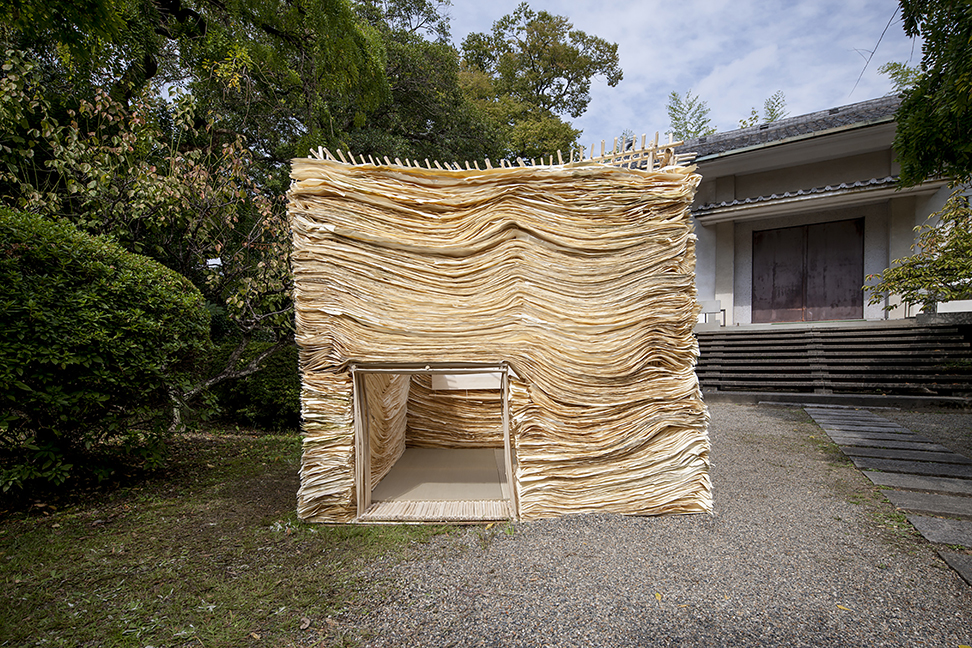
和紙の茶室｜蔡庵

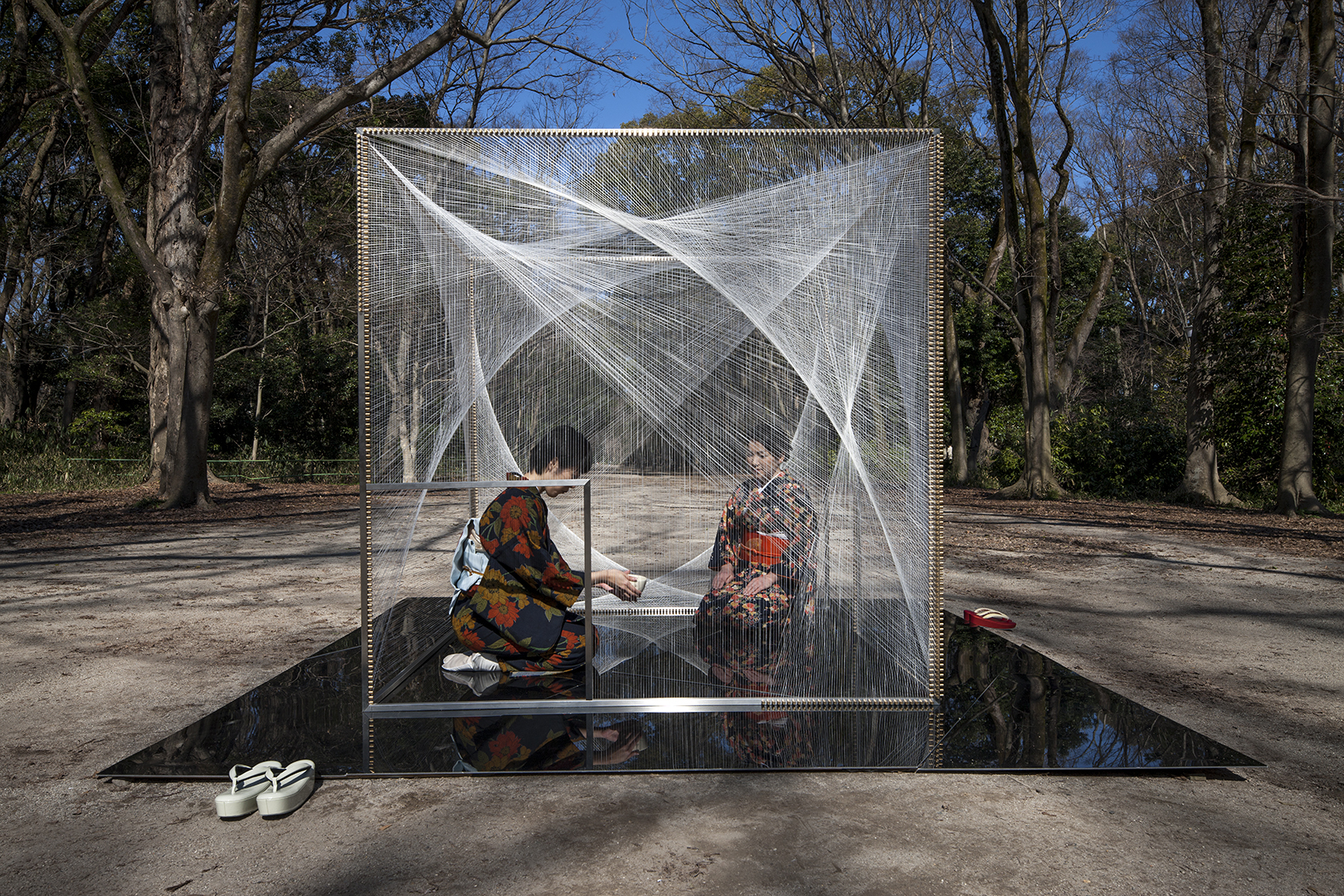
織物の茶室｜霞庵

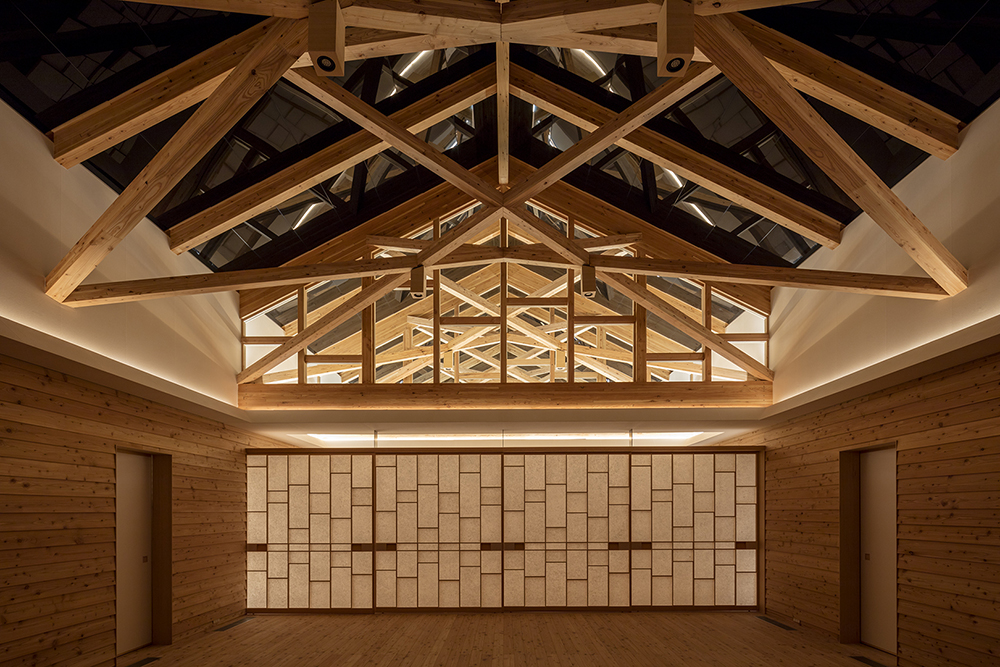
姫嶋神社｜参集殿

- 2006年     　北野坂（高島屋京都店）
  - 　           　　チャイコフスキーピロシキ（高島屋京都店）
- 2007年     　Dernie
- 2008年     　全日空レストラウンジ（伊丹空港）
  - 　           　　cafe'clever（なんばウォーク店）
- 2009年     　ケイ・オプティコム（大阪本社）
  - 　           　　山口大学医学部附属病院bien mall
- 2010年     　bloom NANKAI（高島屋大阪店）
  - 　           　　なんやかん屋ちとせ
- 2011年     　U-DON DAINING つる（サウスゲートビル店）
  - 　           　　あ・らん（サウスゲートビル店）
  - 　           　　かつくら（守山店）
  - 　           　　LaLa clesso（サウスゲートビル店）
  - 　           　　cafe'de clever（サウスゲートビル店）
  - 　           　　ボール紙とベニヤの茶室（京都国立近大美術館）
- 2012年     　雲梯の家
  - 　           　　ImagamI
  - 　           　　Dage
  - 　           　　マムエンターテイメント
  - 　           　　MUSIC SQUARE 1624 TENJIN
  - 　           　　エステステーション ReBorn namba
  - 　           　　ボール紙とベニヤの茶室（上田宗箇流和風堂）
- 2013年     　Ｓ本社ショールーム
  - 　           　　ボール紙とベニヤの茶室（平山郁夫美術館）
  - 　           　　都島ギャラリー
  - 　           　　RE:02
- 2014年     　HAPPINESS
  - 　           　　串まる（京都桂川店）
  - 　           　　エステステーション Wiz shinsaibashi
  - 　           　　和紙の茶室｜蔡庵（奈良・西大寺）
  - 　           　　大和ハウス本社ビル レストラウンジ
- 2015年     　岩佐本社ビル
  - 　           　　カドカワショールーム
  - 　           　　RE:03
  - 　           　　麺や 鳥の鶏次
  - 　           　　NUKAGA GALLERY OSAKA
- 2016年     　織物の茶室｜霞庵（下鴨神社・糺の森）
  - 　           　　タカハラ久御山工場
  - 　           　　織物の茶室｜霞庵（ニューヨーク）
  - 　           　　尼崎の家
  - 　           　　今里の家
  - 　           　　MUSCULO
  - 　           　　felocibo
  - 　           　　箕面の家
- 2017年     　姫嶋神社｜参集殿
  - 　           　　織物の茶室｜霞庵（白沙村荘 橋本関雪記念館）
  - 　           　　叢雲｜橋本関雪記念館
  - 　           　　織物の茶室｜霞庵（ロンドン芸術大学）
  - 　           　　富田ハイツ
  - 　           　　織物の茶室｜霞庵（キュー王立植物園）
  - 　           　　千壽庵吉宗 奈良総本店
  - 　           　　酒亭 道や
  - 　           　　THE HOTEL KIYOMIZU 御所西

## 著書
- 「にほんの あらたな てしごと ー茶室編ー」単著　宮帯出版社　ISBN 9784801601215

## その他
- 学生時代から建築デザイン分野で受賞歴がある。